# Tour de Abu Dhabi 2016
El Tour de Abu Dhabi de 2016 fue la 2ª edición de la competencia de ciclismo en ruta masculino que se disputó entre el 20 y el 23 de octubre de 2016 entre la ciudad capital de Abu Dabi, (Emiratos Árabes Unidos) sobre un recorrido de 555 km.
Hace parte del UCI Asia Tour en su máxima categoría 2.HC.

## Equipos participantes
Tomaron parte en la carrera 18 equipos: 11 de categoría UCI ProTeam invitados por la organización; 4 de categoría Profesional Continental; y 3 de categoría Continental. Formando así un pelotón de 108 ciclistas de los que acabaron xxx. Los equipos participantes fueron:
| WorldTeams (11)- Astana - BMC Racing Team - Lampre-Merida - Lotto-Soudal - Movistar Team - Orica-BikeExchange - Dimension Data - Giant-Alpecin - Sky - Tinkoff - Trek-Segafredo Equipos continentales profesionales (4)- CCC Sprandi Polkowice - Gazprom-RusVelo - ONE Pro Cycling - Wilier Triestina-Southeast Equipos continentales (3)- Minsk Cycling Club - Al Nasr-Dubai - Wiggins |
| |

## Recorrido
El Tour de Abu Dhabi dispuso de un recorrido total de 555 kilómetros iniciando con la jornada inaugural en Madinat Zayed sobre 147 km con apenas una pequeña cota, Liwa, a unos 60 km del final. Después para la segunda etapa sobre un recorrido más urbano de 115 km, con final en la Marina de Abu Dhabi, para el tercer día el pelotón afrontará la etapa reina con la gran ascensión a Jebel Hafeet con 10,4 kilómetros al 6,9% para aquellos a quienes aún les reste un gramo de fuerza en las piernas a estas alturas del año. El cierre de la última etapa serán las 26 vueltas al Circuito Yas Marina de Fórmula 1, como ya ocurrió en la edición del 2015.
| Etapa     | Fecha     | Recorrido                                 | type                   | Distancia (km) | Ganador         | Líder           |
| --------- | --------- | ----------------------------------------- | ---------------------- | -------------- | --------------- | --------------- |
| 1.ª etapa | 20 de oct | Madinat Zayed – Madinat Zayed             | etapa llana            | 147            | Giacomo Nizzolo | Giacomo Nizzolo |
| 2.ª etapa | 21 de oct | Abu Dhabi – Abu Dhabi                     | etapa llana            | 115            | Mark Cavendish  | Mark Cavendish  |
| 3.ª etapa | 22 de oct | Al Ain – Jabal Hafit                      | etapa de media montaña | 150            | Tanel Kangert   | Tanel Kangert   |
| 4.ª etapa | 23 de oct | Circuito Yas Marina – Circuito Yas Marina | etapa llana            | 143            | Mark Cavendish  | Tanel Kangert   |

## Desarrollo de la carrera

### Etapa 1
| \| Clasificación de la etapa \| Clasificación de la etapa \| Clasificación de la etapa \| Clasificación de la etapa \| Clasificación de la etapa \| \| Ciclista \| Ciclista \| Equipo \| Tiempo \| \| \| ------------------------- \| ------------------------- \| ------------------------- \| ------------------------- \| ------------------------- \| \| 1.º \| Giacomo Nizzolo \| Trek-Segafredo \| 3 h 15 min 59 s \| \| \| 2.º \| John Degenkolb \| Giant-Alpecin \| + 0 s \| \| \| 3.º \| Mark Cavendish \| Dimension Data \| + 0 s \| \| \| 4.º \| Magnus Cort \| Orica-BikeExchange \| + 0 s \| \| \| 5.º \| Christopher Latham \| Team Wiggins \| + 0 s \| \| \| 6.º \| Michal Kolář \| Tinkoff \| + 0 s \| \| \| 7.º \| Roman Maikin \| Gazprom-RusVelo \| + 0 s \| \| \| 8.º \| Marco Coledan \| Trek-Segafredo \| + 0 s \| \| \| 9.º \| Jean-Pierre Drucker \| BMC Racing Team \| + 0 s \| \| \| 10.º \| Ramon Sinkeldam \| Giant-Alpecin \| + 0 s \| \| |                     |                    |                 |
| |                     |                    |                 |
| Fuentes: ProCyclingStats Cycling Quotient Cycling Archives |                     |                    |                 |
| Clasificación de la etapa |                     |                    |                 |
| Ciclista | Ciclista            | Equipo             | Tiempo          |
| 1.º | Giacomo Nizzolo     | Trek-Segafredo     | 3 h 15 min 59 s |
| 2.º | John Degenkolb      | Giant-Alpecin      | + 0 s           |
| 3.º | Mark Cavendish      | Dimension Data     | + 0 s           |
| 4.º | Magnus Cort         | Orica-BikeExchange | + 0 s           |
| 5.º | Christopher Latham  | Team Wiggins       | + 0 s           |
| 6.º | Michal Kolář        | Tinkoff            | + 0 s           |
| 7.º | Roman Maikin        | Gazprom-RusVelo    | + 0 s           |
| 8.º | Marco Coledan       | Trek-Segafredo     | + 0 s           |
| 9.º | Jean-Pierre Drucker | BMC Racing Team    | + 0 s           |
| 10.º | Ramon Sinkeldam     | Giant-Alpecin      | + 0 s           |

| \| Clasificación general \| Clasificación general \| Clasificación general \| Clasificación general \| Clasificación general \| \| Ciclista \| Ciclista \| Equipo \| Tiempo \| \| \| --------------------- \| --------------------- \| --------------------- \| --------------------- \| --------------------- \| \| 1.º \| Giacomo Nizzolo \| Trek-Segafredo \| 3 h 15 min 49 s \| \| \| 2.º \| John Degenkolb \| Giant-Alpecin \| + 4 s \| \| \| 3.º \| Mark Cavendish \| Dimension Data \| + 6 s \| \| \| 4.º \| Jens Keukeleire \| Orica-BikeExchange \| + 7 s \| \| \| 5.º \| Dion Smith \| ONE Pro Cycling \| + 9 s \| \| \| 6.º \| Magnus Cort \| Orica-BikeExchange \| + 10 s \| \| \| 7.º \| Christopher Latham \| Team Wiggins \| + 10 s \| \| \| 8.º \| Michal Kolář \| Tinkoff \| + 10 s \| \| \| 9.º \| Roman Maikin \| Gazprom-RusVelo \| + 10 s \| \| \| 10.º \| Marco Coledan \| Trek-Segafredo \| + 10 s \| \| |                    |                    |                 |
| |                    |                    |                 |
| Fuentes: ProCyclingStats Cycling Quotient Cycling Archives |                    |                    |                 |
| Clasificación general |                    |                    |                 |
| Ciclista | Ciclista           | Equipo             | Tiempo          |
| 1.º | Giacomo Nizzolo    | Trek-Segafredo     | 3 h 15 min 49 s |
| 2.º | John Degenkolb     | Giant-Alpecin      | + 4 s           |
| 3.º | Mark Cavendish     | Dimension Data     | + 6 s           |
| 4.º | Jens Keukeleire    | Orica-BikeExchange | + 7 s           |
| 5.º | Dion Smith         | ONE Pro Cycling    | + 9 s           |
| 6.º | Magnus Cort        | Orica-BikeExchange | + 10 s          |
| 7.º | Christopher Latham | Team Wiggins       | + 10 s          |
| 8.º | Michal Kolář       | Tinkoff            | + 10 s          |
| 9.º | Roman Maikin       | Gazprom-RusVelo    | + 10 s          |
| 10.º | Marco Coledan      | Trek-Segafredo     | + 10 s          |

### Etapa 2
| \| Clasificación de la etapa \| Clasificación de la etapa \| Clasificación de la etapa \| Clasificación de la etapa \| Clasificación de la etapa \| \| Ciclista \| Ciclista \| Equipo \| Tiempo \| \| \| ------------------------- \| ------------------------- \| -------------------------- \| ------------------------- \| ------------------------- \| \| 1.º \| Mark Cavendish \| Dimension Data \| 2 h 32 min 21 s \| \| \| 2.º \| Elia Viviani \| Team Sky \| + 0 s \| \| \| 3.º \| Andrea Guardini \| Astana \| + 0 s \| \| \| 4.º \| Jakub Mareczko \| Wilier Triestina-Southeast \| + 0 s \| \| \| 5.º \| Jean-Pierre Drucker \| BMC Racing Team \| + 0 s \| \| \| 6.º \| Giacomo Nizzolo \| Trek-Segafredo \| + 0 s \| \| \| 7.º \| Christopher Latham \| Team Wiggins \| + 0 s \| \| \| 8.º \| Michal Kolář \| Tinkoff \| + 0 s \| \| \| 9.º \| Steele Von Hoff \| ONE Pro Cycling \| + 0 s \| \| \| 10.º \| Magnus Cort \| Orica-BikeExchange \| + 0 s \| \| |                     |                            |                 |
| |                     |                            |                 |
| Fuente: ProCyclingStats |                     |                            |                 |
| Clasificación de la etapa |                     |                            |                 |
| Ciclista | Ciclista            | Equipo                     | Tiempo          |
| 1.º | Mark Cavendish      | Dimension Data             | 2 h 32 min 21 s |
| 2.º | Elia Viviani        | Team Sky                   | + 0 s           |
| 3.º | Andrea Guardini     | Astana                     | + 0 s           |
| 4.º | Jakub Mareczko      | Wilier Triestina-Southeast | + 0 s           |
| 5.º | Jean-Pierre Drucker | BMC Racing Team            | + 0 s           |
| 6.º | Giacomo Nizzolo     | Trek-Segafredo             | + 0 s           |
| 7.º | Christopher Latham  | Team Wiggins               | + 0 s           |
| 8.º | Michal Kolář        | Tinkoff                    | + 0 s           |
| 9.º | Steele Von Hoff     | ONE Pro Cycling            | + 0 s           |
| 10.º | Magnus Cort         | Orica-BikeExchange         | + 0 s           |

| \| Clasificación general \| Clasificación general \| Clasificación general \| Clasificación general \| Clasificación general \| \| Ciclista \| Ciclista \| Equipo \| Tiempo \| \| \| --------------------- \| --------------------- \| --------------------- \| --------------------- \| --------------------- \| \| 1.º \| Mark Cavendish \| Dimension Data \| 5 h 48 min 06 s \| \| \| 2.º \| Giacomo Nizzolo \| Trek-Segafredo \| + 4 s \| \| \| 3.º \| Jens Keukeleire \| Orica-BikeExchange \| + 5 s \| \| \| 4.º \| Elia Viviani \| Team Sky \| + 8 s \| \| \| 5.º \| John Degenkolb \| Giant-Alpecin \| + 8 s \| \| \| 6.º \| Andrea Guardini \| Astana \| + 10 s \| \| \| 7.º \| Dion Smith \| ONE Pro Cycling \| + 10 s \| \| \| 8.º \| Christopher Latham \| Team Wiggins \| + 14 s \| \| \| 9.º \| Jean-Pierre Drucker \| BMC Racing Team \| + 14 s \| \| \| 10.º \| Michal Kolář \| Tinkoff \| + 14 s \| \| |                     |                    |                 |
| |                     |                    |                 |
| Fuente: ProCyclingStats |                     |                    |                 |
| Clasificación general |                     |                    |                 |
| Ciclista | Ciclista            | Equipo             | Tiempo          |
| 1.º | Mark Cavendish      | Dimension Data     | 5 h 48 min 06 s |
| 2.º | Giacomo Nizzolo     | Trek-Segafredo     | + 4 s           |
| 3.º | Jens Keukeleire     | Orica-BikeExchange | + 5 s           |
| 4.º | Elia Viviani        | Team Sky           | + 8 s           |
| 5.º | John Degenkolb      | Giant-Alpecin      | + 8 s           |
| 6.º | Andrea Guardini     | Astana             | + 10 s          |
| 7.º | Dion Smith          | ONE Pro Cycling    | + 10 s          |
| 8.º | Christopher Latham  | Team Wiggins       | + 14 s          |
| 9.º | Jean-Pierre Drucker | BMC Racing Team    | + 14 s          |
| 10.º | Michal Kolář        | Tinkoff            | + 14 s          |

### Etapa 3
| \| Clasificación de la etapa \| Clasificación de la etapa \| Clasificación de la etapa \| Clasificación de la etapa \| Clasificación de la etapa \| \| Ciclista \| Ciclista \| Equipo \| Tiempo \| \| \| ------------------------- \| ------------------------- \| ------------------------- \| ------------------------- \| ------------------------- \| \| 1.º \| Tanel Kangert \| Astana \| 3 h 31 min 31 s \| \| \| 2.º \| Nicolas Roche \| Team Sky \| + 17 s \| \| \| 3.º \| Mekseb Debesay \| Dimension Data \| + 33 s \| \| \| 4.º \| Diego Ulissi \| Lampre-Merida \| + 33 s \| \| \| 5.º \| Alberto Contador \| Tinkoff \| + 50 s \| \| \| 6.º \| Vincenzo Nibali \| Astana \| + 50 s \| \| \| 7.º \| Julien Bernard \| Trek-Segafredo \| + 52 s \| \| \| 8.º \| Ben Hermans \| BMC Racing Team \| + 1 min 19 s \| \| \| 9.º \| Martijn Tusveld \| Giant-Alpecin \| + 1 min 28 s \| \| \| 10.º \| Jesper Hansen \| Tinkoff \| + 1 min 28 s \| \| |                  |                 |                 |
| |                  |                 |                 |
| Fuente: ProCyclingStats |                  |                 |                 |
| Clasificación de la etapa |                  |                 |                 |
| Ciclista | Ciclista         | Equipo          | Tiempo          |
| 1.º | Tanel Kangert    | Astana          | 3 h 31 min 31 s |
| 2.º | Nicolas Roche    | Team Sky        | + 17 s          |
| 3.º | Mekseb Debesay   | Dimension Data  | + 33 s          |
| 4.º | Diego Ulissi     | Lampre-Merida   | + 33 s          |
| 5.º | Alberto Contador | Tinkoff         | + 50 s          |
| 6.º | Vincenzo Nibali  | Astana          | + 50 s          |
| 7.º | Julien Bernard   | Trek-Segafredo  | + 52 s          |
| 8.º | Ben Hermans      | BMC Racing Team | + 1 min 19 s    |
| 9.º | Martijn Tusveld  | Giant-Alpecin   | + 1 min 28 s    |
| 10.º | Jesper Hansen    | Tinkoff         | + 1 min 28 s    |

| \| Clasificación general \| Clasificación general \| Clasificación general \| Clasificación general \| Clasificación general \| \| Ciclista \| Ciclista \| Equipo \| Tiempo \| \| \| --------------------- \| --------------------- \| --------------------- \| --------------------- \| --------------------- \| \| 1.º \| Tanel Kangert \| Astana \| 9 h 19 min 44 s \| \| \| 2.º \| Nicolas Roche \| Team Sky \| + 21 s \| \| \| 3.º \| Diego Ulissi \| Lampre-Merida \| + 43 s \| \| \| 4.º \| Vincenzo Nibali \| Astana \| + 1 min 00 s \| \| \| 5.º \| Alberto Contador \| Tinkoff \| + 1 min 00 s \| \| \| 6.º \| Julien Bernard \| Trek-Segafredo \| + 1 min 02 s \| \| \| 7.º \| Ben Hermans \| BMC Racing Team \| + 1 min 29 s \| \| \| 8.º \| Martijn Tusveld \| Giant-Alpecin \| + 1 min 38 s \| \| \| 9.º \| Winner Anacona \| Movistar Team \| + 1 min 38 s \| \| \| 10.º \| Jesper Hansen \| Tinkoff \| + 1 min 38 s \| \| |                  |                 |                 |
| |                  |                 |                 |
| Fuente: ProCyclingStats |                  |                 |                 |
| Clasificación general |                  |                 |                 |
| Ciclista | Ciclista         | Equipo          | Tiempo          |
| 1.º | Tanel Kangert    | Astana          | 9 h 19 min 44 s |
| 2.º | Nicolas Roche    | Team Sky        | + 21 s          |
| 3.º | Diego Ulissi     | Lampre-Merida   | + 43 s          |
| 4.º | Vincenzo Nibali  | Astana          | + 1 min 00 s    |
| 5.º | Alberto Contador | Tinkoff         | + 1 min 00 s    |
| 6.º | Julien Bernard   | Trek-Segafredo  | + 1 min 02 s    |
| 7.º | Ben Hermans      | BMC Racing Team | + 1 min 29 s    |
| 8.º | Martijn Tusveld  | Giant-Alpecin   | + 1 min 38 s    |
| 9.º | Winner Anacona   | Movistar Team   | + 1 min 38 s    |
| 10.º | Jesper Hansen    | Tinkoff         | + 1 min 38 s    |

### Etapa 4
| \| Clasificación de la etapa \| Clasificación de la etapa \| Clasificación de la etapa \| Clasificación de la etapa \| Clasificación de la etapa \| \| Ciclista \| Ciclista \| Equipo \| Tiempo \| \| \| ------------------------- \| ------------------------- \| ------------------------- \| ------------------------- \| ------------------------- \| \| 1.º \| Mark Cavendish \| Dimension Data \| 3 h 07 min 44 s \| \| \| 2.º \| Giacomo Nizzolo \| Trek-Segafredo \| + 0 s \| \| \| 3.º \| Elia Viviani \| Team Sky \| + 0 s \| \| \| 4.º \| Magnus Cort \| Orica-BikeExchange \| + 0 s \| \| \| 5.º \| Jean-Pierre Drucker \| BMC Racing Team \| + 0 s \| \| \| 6.º \| Ramon Sinkeldam \| Giant-Alpecin \| + 0 s \| \| \| 7.º \| Michael Matthews \| Orica-BikeExchange \| + 0 s \| \| \| 8.º \| Sacha Modolo \| Lampre-Merida \| + 0 s \| \| \| 9.º \| Mark Renshaw \| Dimension Data \| + 0 s \| \| \| 10.º \| Michal Kolář \| Tinkoff \| + 0 s \| \| |                     |                    |                 |
| |                     |                    |                 |
| Fuente: ProCyclingStats |                     |                    |                 |
| Clasificación de la etapa |                     |                    |                 |
| Ciclista | Ciclista            | Equipo             | Tiempo          |
| 1.º | Mark Cavendish      | Dimension Data     | 3 h 07 min 44 s |
| 2.º | Giacomo Nizzolo     | Trek-Segafredo     | + 0 s           |
| 3.º | Elia Viviani        | Team Sky           | + 0 s           |
| 4.º | Magnus Cort         | Orica-BikeExchange | + 0 s           |
| 5.º | Jean-Pierre Drucker | BMC Racing Team    | + 0 s           |
| 6.º | Ramon Sinkeldam     | Giant-Alpecin      | + 0 s           |
| 7.º | Michael Matthews    | Orica-BikeExchange | + 0 s           |
| 8.º | Sacha Modolo        | Lampre-Merida      | + 0 s           |
| 9.º | Mark Renshaw        | Dimension Data     | + 0 s           |
| 10.º | Michal Kolář        | Tinkoff            | + 0 s           |

## Clasificación final
- Las clasificaciones finalizaron de la siguiente forma:[4]

| \| Clasificación general \| Clasificación general \| Clasificación general \| Clasificación general \| Clasificación general \| \| Ciclista \| Ciclista \| Equipo \| Tiempo \| \| \| --------------------- \| --------------------- \| --------------------- \| --------------------- \| --------------------- \| \| 1.º \| Tanel Kangert \| Astana \| 12 h 27 min 34 s \| \| \| 2.º \| Nicolas Roche \| Team Sky \| + 21 s \| \| \| 3.º \| Diego Ulissi \| Lampre-Merida \| + 43 s \| \| \| 4.º \| Vincenzo Nibali \| Astana \| + 1 min 00 s \| \| \| 5.º \| Alberto Contador \| Tinkoff \| + 1 min 00 s \| \| \| 6.º \| Julien Bernard \| Trek-Segafredo \| + 1 min 02 s \| \| \| 7.º \| Ben Hermans \| BMC Racing Team \| + 1 min 29 s \| \| \| 8.º \| Martijn Tusveld \| Giant-Alpecin \| + 1 min 38 s \| \| \| 9.º \| Winner Anacona \| Movistar Team \| + 1 min 38 s \| \| \| 10.º \| Jesper Hansen \| Tinkoff \| + 1 min 38 s \| \| |                  |                 |                  |
| |                  |                 |                  |
| Fuentes: ProCyclingStats Cycling Quotient Cycling Archives |                  |                 |                  |
| Clasificación general |                  |                 |                  |
| Ciclista | Ciclista         | Equipo          | Tiempo           |
| 1.º | Tanel Kangert    | Astana          | 12 h 27 min 34 s |
| 2.º | Nicolas Roche    | Team Sky        | + 21 s           |
| 3.º | Diego Ulissi     | Lampre-Merida   | + 43 s           |
| 4.º | Vincenzo Nibali  | Astana          | + 1 min 00 s     |
| 5.º | Alberto Contador | Tinkoff         | + 1 min 00 s     |
| 6.º | Julien Bernard   | Trek-Segafredo  | + 1 min 02 s     |
| 7.º | Ben Hermans      | BMC Racing Team | + 1 min 29 s     |
| 8.º | Martijn Tusveld  | Giant-Alpecin   | + 1 min 38 s     |
| 9.º | Winner Anacona   | Movistar Team   | + 1 min 38 s     |
| 10.º | Jesper Hansen    | Tinkoff         | + 1 min 38 s     |

## Evolución de las clasificaciones
| Etapa (Vencedor)            | Clasificación general | Clasificación por puntos | Clasificación de los jóvenes | Clasificación de las metas volantes |
| --------------------------- | --------------------- | ------------------------ | ---------------------------- | ----------------------------------- |
| 1.ª etapa (Giacomo Nizzolo) | Giacomo Nizzolo       | Giacomo Nizzolo          | Dion Smith                   | Jens Keukeleire                     |
| 2.ª etapa (Mark Cavendish)  | Mark Cavendish        | Mark Cavendish           | Dion Smith                   | Jens Keukeleire                     |
| 3.ª etapa (Tanel Kangert)   | Tanel Kangert         | Mark Cavendish           | Julien Bernard               | Jens Keukeleire                     |
| 4.ª etapa (Mark Cavendish)  | Tanel Kangert         | Mark Cavendish           | Julien Bernard               | Jens Keukeleire                     |
| Clasificación final         | Tanel Kangert         | Mark Cavendish           | Dion Smith                   | Jens Keukeleire                     |

## UCI Asia Tour
El Tour de Abu Dhabi otorga puntos para el UCI Asia Tour 2016, para corredores de equipos en las categorías UCI ProTeam, Profesional Continental y Equipos Continentales. La siguiente tabla corresponde al baremo de puntuación:
| Posición   | 1.º | 2.º | 3.º | 4.º | 5.º | 6.º | 7.º | 8.º | 9.º | 10.º | 11.º | 12.º | 13.º | 14.º | 15.º | 16.º-30.º | 31.º-40.º |
| Puntuación | 200 | 150 | 125 | 100 | 85  | 70  | 60  | 50  | 40  | 35   | 30   | 25   | 20   | 15   | 10   | 5         | 3         |

| Clasificación | Clasificación | Clasificación | Clasificación |
| Posición      | Ciclista      | Equipo        | Puntos        |
| ------------- | ------------- | ------------- | ------------- |
| 1.º           | Bandera de ?  |               | 200           |
| 2.º           | Bandera de ?  |               | 150           |
| 3.º           | Bandera de ?  |               | 125           |
| 4.º           | Bandera de ?  |               | 100           |
| 5.º           | Bandera de ?  |               | 85            |
| 6.º           | Bandera de ?  |               | 70            |
| 7.º           | Bandera de ?  |               | 60            |
| 8.º           | Bandera de ?  |               | 50            |
| 9.º           | Bandera de ?  |               | 40            |
| 10.º          | Bandera de ?  |               | 35            |

Además, también otorgó puntos para el UCI World Ranking (clasificación global de todas las carreras internacionales).
| Posición              | 1º  | 2º  | 3º  | 4º  | 5º | 6º | 7º | 8º | 9º | 10º |
| Clasificación general | 200 | 150 | 125 | 100 | 85 | 70 | 60 | 50 | 40 | 35  |
| Por etapa             | 20  | 10  | 5   |     |    |    |    |    |    |     |
| Líder                 | 5   |     |     |     |    |    |    |    |    |     |

| Clasificación | Clasificación | Clasificación | Clasificación | Clasificación | Clasificación | Clasificación |
| Posición      | Ciclista      | Equipo        | General       | Etapa         | Líder         | Total         |
| ------------- | ------------- | ------------- | ------------- | ------------- | ------------- | ------------- |
| 1.º           | Bandera de ?  |               | 200           |               |               |               |
| 2.º           | Bandera de ?  |               | 150           |               |               |               |
| 3.º           | Bandera de ?  |               | 125           |               |               |               |
| 4.º           | Bandera de ?  |               | 100           |               |               |               |
| 5.º           | Bandera de ?  |               | 85            |               |               |               |
| 6.º           | Bandera de ?  |               | 70            |               |               |               |
| 7.º           | Bandera de ?  |               | 60            |               |               |               |
| 8.º           | Bandera de ?  |               | 50            |               |               |               |
| 9.º           | Bandera de ?  |               | 40            |               |               |               |
| 10.º          | Bandera de ?  |               | 35            |               |               |               |